# The Gold Diggers (pel·lícula de 1923)

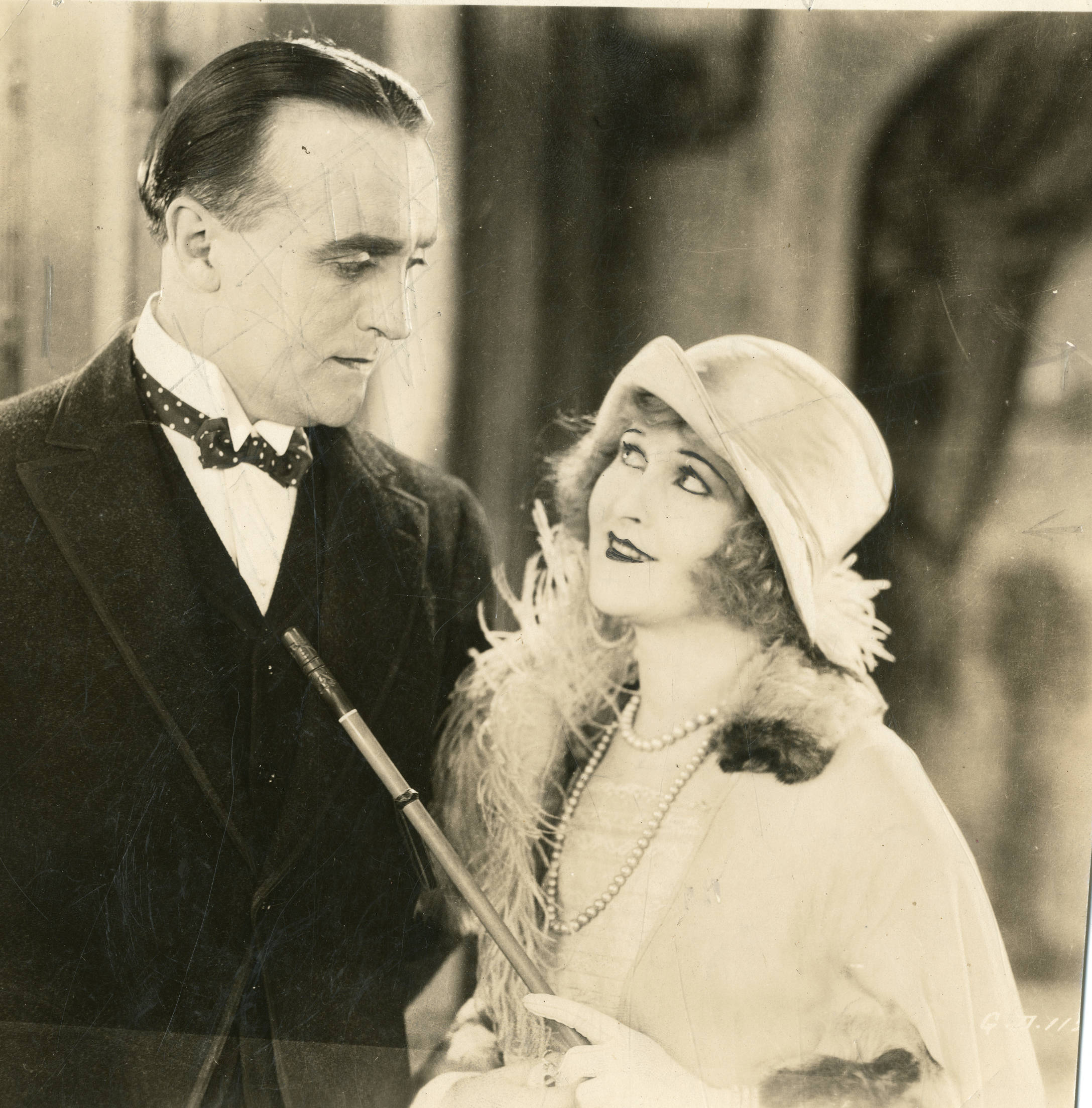
Fotograma de la pel·lícula amb Hope Hampton i Wyndham Standing.

The Gold Diggers és una pel·lícula muda de la Warner dirigida per Harry Beaumont i protagonitzada per Hope Hampton, Wyndham Standing i Louise Fazenda, entre d'altres. La pel·lícula, basada en l'obra de teatre homònima d'Avery Hopwood produïda per David Belasco (1919), es va estrenar el 22 de setembre de 1923. Posteriorment es van filmar cinc altres adaptacions de l'obra entre els anys1929 i 1938. Es considera una pel·lícula perduda.

## Argument
Wally Saunders vol casar-se amb la corista Violet Dayne, però el seu oncle, el ric Stephen Lee pensa que totes elles només estan interessades en els diners i es nega a aprovar el matrimoni. La decisió de l'oncle és important, ja que Wally és el seu hereu. Jerry La Mar, l'amiga de Violet decideix ajudar-la a mantenir la seva relació amb Wally. Malgrat que ella no és una caçafortunes, s'avé a anar darrere l'oncle Lee d'una manera tan descarada que per contrast Violet sembli una noia ben normal. Després de diversos incidents Stephen Lee es convenç que la persona que Wally estima és Jerry. Malgrat tot, els plans de la noia prenen un gir radical quan l'oncle Steve s'enamora d'ella i ella d'ell. Ells acaben casats i l'oncle, tot i conèixer com és realment Violet també accepta que aquesta es casi amb el seu nebot.

## Repartiment
- Hope Hampton (Jerry La Mar)
- Wyndham Standing (Stephen Lee)
- Louise Fazenda (Mabel Munroe)
- Gertrude Short (Topsy St. John)
- Alec B. Francis (James Blake)
- Jed Prouty (Barney Barnett)
- Arita Gillman (Eleanor Montgomery)
- Peggy Browne as Trixie Andres
- Margaret Seddon (Mrs. La Mar)
- John Harron (Wally Saunders)
- Anne Cornwall (Violet Dayne)
- Louise Beaudet (Cissie Gray)
- Edna Tichenor (Dolly Baxter)
- Frances Ross (Gypsy Montrose)
- Marie Prade (Sadie

## Producció
El gener de 1923, l'empresari teatral David Belasco i la Warner van signar un acord per tal que la productora convertís en pel·lícules algunes de les produccions de més èxit del productor. La primera pel·lícula que es va programar va ser justament aquesta. Tres mesos més tard, a l'abril, Belasco ja havia aprovat el guió realitzat per Grant Carpenter. Els executius de l'estudi Sam i Jack Warner van participar en el procés de selecció dels actors. L'actriu principal escollida va ser Hope Hampton. L'expectació per veure l'actriu durant el rodatge va ser tan gran que el director va haver de prohibir l'accés d'espectadors al plató per les contínues interrupcions de periodistes que volien entrevistar l'actriu. La fotografia va ser a càrrec de David Abel. La pel·lícula es va estrenar el 22 de setembre de 1923 amb crítiques positives.